# Josh Roseman
Joshua „Josh“ Roseman (* 5. Juni 1972 in Boston) ist ein US-amerikanischer Jazzposaunist (auch Tuba, Euphonium, Bass, Schlagzeug, Piano) und Musikpädagoge.

## Leben und Wirken
Roseman stammt aus einer Musikerfamilie und studierte in Berklee und am New England Conservatory of Music; ein wichtiger Mentor war für ihn Lester Bowie. In dieser Zeit spielte er mit Joe Maneri, Muhal Richard Abrams, George Russell, Bob Moses und im Either/Orchestra. Seit den 1990er Jahren arbeitet er in der New Yorker Downtown-Szene u. a. in Ensembles wie Brooklyn Funk Essentials, James Carney Group, Peter Apfelbaum & The New York Hieroglyphics, Rob Reddy’s Honor System, Samo Šalamon NYC Quintet, bei Don Byron und im SFJazz Collective. Er war Mitbegründer der Acid-Jazz-Bands The Groove Collective und Giant Step. Mit seiner polystilistischen Josh Roseman Unit nahm er 2003 Treats for the Nightwalker mit insgesamt 23 Musikern auf, darunter Chris Potter, Liberty Ellman, Myron Walden, Mark Feldman und Matthew Shipp (Good and Evil Sessions). 2007 legte er bei Enja das Album New Constellations (Live In Vienna) vor, an dem auch der Trompeter Ambrose Akinmusire mitwirkte. Er hat weiterhin mit Uri Caine, Lettuce und Sheryl Crow aufgenommen. Als Musikpädagoge war er u. a. an der New School For Social Research, der Harlem School for the Arts und am Banff Centre in Alberta, Kanada tätig. Roseman lebt in Brooklyn, New York.

## Diskographische Hinweise
- Cherry (Knitting Factory, 2001)
- Treats for the Nightwalker (Enja/Justin Time, 2003), mit Peter Apfelbaum, Barney McCall, Ben Monder, Jonathan Maron, Billy Kilson
- New Constellations: Live in Vienna (Accurate Records, 2007)
- Stefano Bollani: Sheik Yer Zappa (Decca/Universal, 2014)